# Église Saint-Stanislas de Kostka
L'église Saint-Stanislas de Kostka est une église catholique du quartier Plateau Mont-Royal à Montréal. Elle a été fondée en 1910 et est située au 1350, boulevard Saint-Joseph Est.

## Fondation

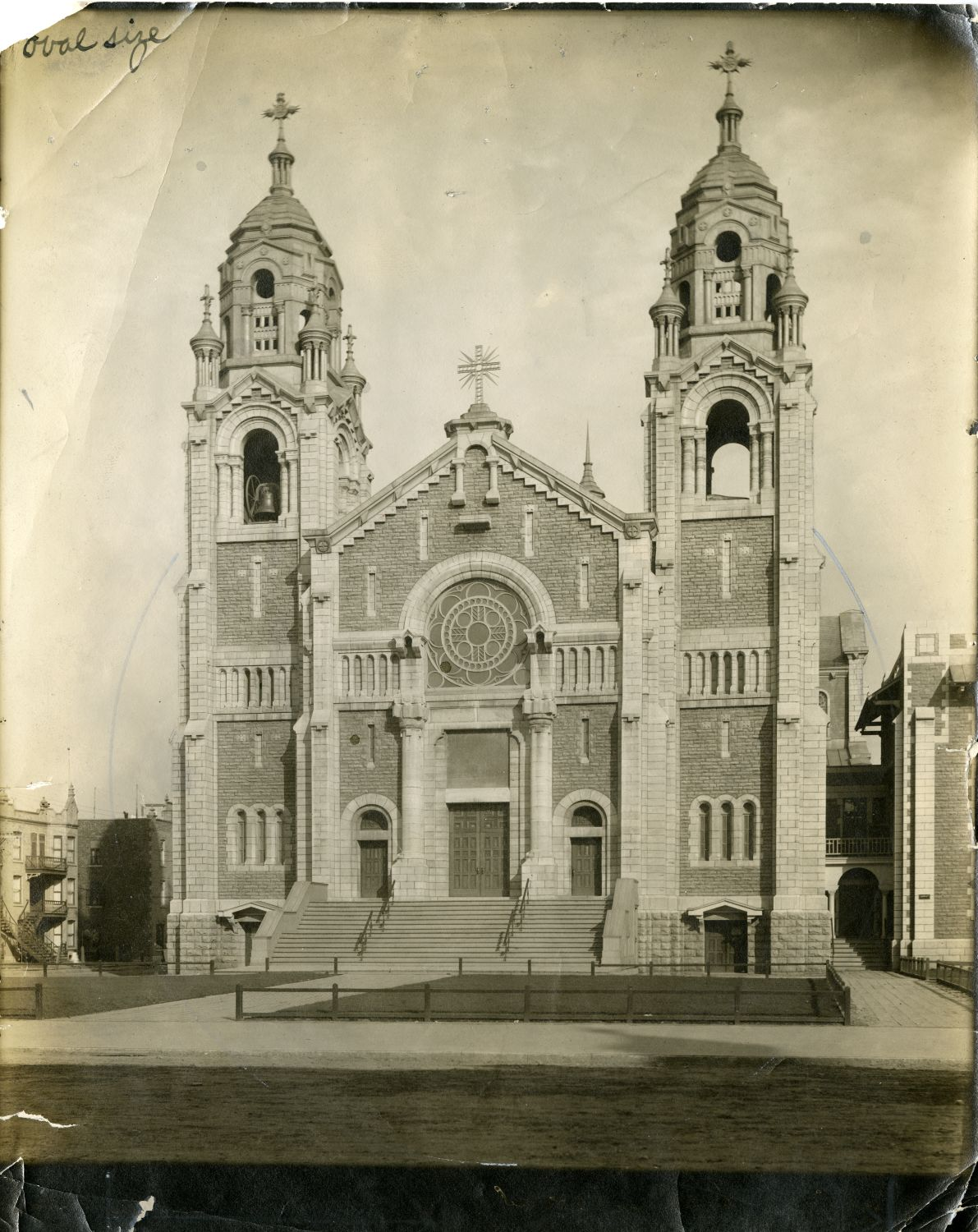
L'église en 1930

La paroisse Saint-Stanislas-de-Kostka a été fondée en 16 juin 1910 par Mgr Paul Bruchési. L'église vint remplacer une chapelle érigée par les pères jésuites de la paroisse de l'Immaculée-Conception quelques années auparavant. Cette chapelle était déjà dédiée à saint Stanislas de Kostka en l'honneur de ce saint mort dans sa jeunesse et novice jésuite.
Le premier curé fut l’abbé Vincent Piette, connu aussi en tant que recteur de l’université de Montréal. Les travaux débutèrent en 1910 pour s'achever en 1912. Le 19 décembre 1917, un incendie endommagea grandement l'édifice qui dut être reconstruit.

## Architecture
Sa superficie est d'environ 6 000 mètres carrés. Elle fut construite suivant les plans l’architecte Louis-Alphonse Venne. Ses murs sont entièrement fait de pierres et son toit de cuivre. De style néo-roman, elle est constituée d'un chapelle extérieure, d'une nef à trois vaisseaux, d'un baptistère, de deux tribunes et d'un presbytère.

## Intérieur

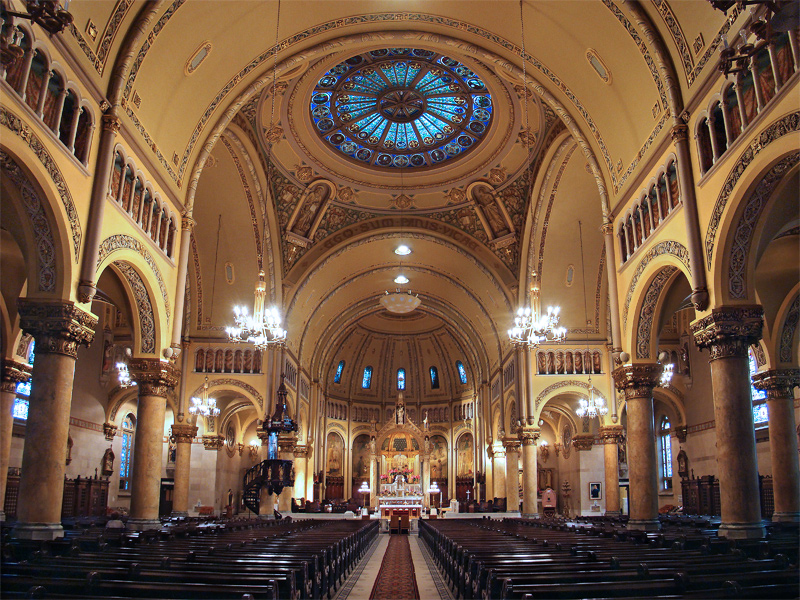
Intérieur

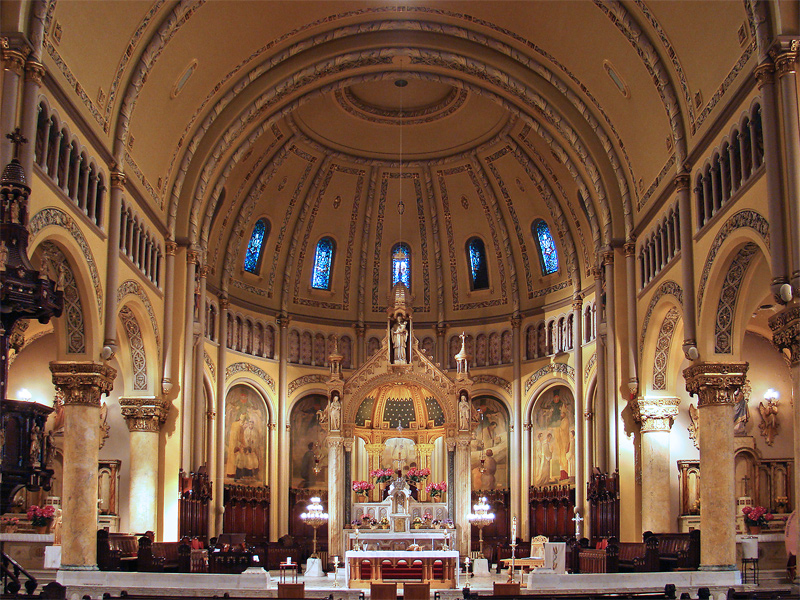
Chœur

L'orgue date de 1920 et fut fabriqué par les facteurs d'orgue Casavant Frères. Restauré en 1987, il comprend 54 jeux et 3 claviers.
Les peintures intérieures sont l’œuvre de la maison Carle et Petrucci. Les premiers vitraux ont été réalisés par O’Shea et Perdriau. D'autres furent ajoutés en 1929 par Guido Nincheri.
| |  |  |
| Vitraux: à gauche sainte Marguerite-Marie et à droite sainte Bernadette devant l'Immaculée Conception |  |  |

## Coordonnées
1350, boulevard Saint-Joseph Est
H2J 1M3  
Montréal